# Z-Ro vs. the World
Z-Ro vs. the World è il secondo album in studio del rapper statunitense Z-Ro, pubblicato nel 2000.

## Tracce
1. Nigga from the Hood (featuring Big Moe) – 4:16
2. World Wide – 3:43
3. Dirty 3rd (featuring Wood & Enjoli) – 3:42
4. Hustlin' All I Can Do (featuring Mr. 3-2 & Point Blank) – 4:15
5. Swang on 4's (featuring Big Moe & Cl'Che) – 4:28
6. Looking Good (featuring Papa Reu) – 3:47
7. 3rd Coast (featuring Den Den & Dat Boy Grace) – 3:35
8. One Thug – 4:37
9. Gonna Get Easier – 4:19
10. Screwed Up (featuring Dat Boy Grace) – 4:01
11. Still My Life – 4:13
12. Let's Chill (featuring Cl'Che) – 4:07
13. Why – 4:05
14. To Love a Thug – 3:49
15. Steady Ballin' (featuring Big Hawk & D.E.A) – 4:07
16. Smokers Anthem – 3:51